# ゴーリキ
株式会社ゴーリキは、三重県伊勢市に本社を置く企業。現在は物流保管機器の製造販売を行っているが、かつては強力造船所として造船業を営んでいた。

## 概要
初代社長となる強力善次が1918年8月に創設した造船所が前身である。太平洋戦争開戦により1941年12月に海軍管理工場に指定された後、1943年12月に株式会社強力造船所となった。戦中は哨戒艇、海防艇などを建造、戦後の1946年2月には民需生産転換の許可を受けて、木造遠洋漁船、貨客船の建造を再開した。1956年にはビキニ事件で放射性降下物を浴びた第五福竜丸の改造工事を施工、東京水産大学の練習船「はやぶさ丸」として竣工した。
1961年8月には修理工場を改修して鋼船工場に転換するなど相次いで工場設備の拡張を実施、1968年10月には本社を現在地に移転した。1984年4月にはアルミ船事業部を開設、アルミ船建造に進出した。
1986年4月、1983年に開設したG.Wood事業部、陸上事業部を株式会社ゴーリキとして分社化、その後、1997年6月に株式会社ゴーリキが株式会社強力造船所を吸収合併、造船業から撤退した。現在は主に木材・建材向け物流ラックの製造販売を手掛けている。

## 主な建造船
- 八重山観光フェリー 「にぃぬふぁぶし」
- 賢島遊覧船組合 - 「女神五世」「賢島五世」